# لودفيغ كوش (مؤرخ)
لودفيغ كوش (بالدنماركية: Ludvig Koch)‏ (و. 1837 – 1917 م) هو مؤرخ، وقسيس دنماركي، توفي عن عمر يناهز 80 عاماً.